# یواس‌اس امبرجک (اس‌اس-۲۱۹)
یواس‌اس امبرجک (اس‌اس-۲۱۹) (به انگلیسی: USS Amberjack (SS-219)) یک زیردریایی است که طول آن ۳۱۱ فوت ۹ اینچ (۹۵٫۰۲ متر) می‌باشد. این زیردریایی در سال ۱۹۴۲ ساخته شد.